# Dihai-kutchin
Dihai-kutchin.-  "Kutchin farthest downstream," jedno od plemena iz grupe Kutchin, porodica Athapaskan,  nekada nastanjeno na Aljaski oko North Forka pritoke Chandalara, kao i Middle i South Forka, pritokama Koyukuka. Oni nisu bili nikada brojni i danas se vode kao nestali.  Po kulturi su pripadali Subarktičkim Indijancima. 

## Vanjske poveznice
- Preliminary Study of the Western Gwich'in Bands
- Ernest S. Burch, Jr